# マッティ・マッコネン
マッティ・マッコネン（Matti Makkonen、1952年4月16日(スオムッサルミ)-2015年6月26日(セイナヨキ)）はフィンランドのエンジニアである。
携帯電話初期の技術の確立に携わり、SMSを開発した人物である。